# Mixtape La Pampa
Mixtape La Pampa es una película documental argentina de 2023 dirigida por Andrés Di Tella.
La cinta fue seleccionada para competir en la sección Zabaltegi-Tabakalera en el Festival Internacional de Cine de San Sebastián 2023.

## Sinopsis
Este es el diario cinematográfico de un largo viaje a través de La Pampa, tras la pista de Guillermo Enrique Hudson, alias William Henry Hudson. Hudson es una figura enigmática, llena de paradojas: fue un gaucho argentino que se convirtió en escritor inglés. Luchó en el ejército contra los "salvajes", pero también los defendió. Escribió obsesivamente sobre su tierra natal, pero nunca regresó. En los vericuetos del camino, emerge una mezcla de especulación documental, memoria personal... y sueños.

## Premios y nominaciones
| Año  | Premio/Festival de Cine   | Fecha del evento                     | Categoría            | Nominado         | Resultado | Ref.  |
| ---- | ------------------------- | ------------------------------------ | -------------------- | ---------------- | --------- | ----- |
| 2023 | Festival de San Sebastián | 22 de septiembre al 30 de septiembre | Zabaltegi-Tabakalera | Mixtape La Pampa | Pendiente | [ 1 ] |